# Werner Fabricius
Pour les articles homonymes, voir Fabricius.
Werner Fabricius  (* 10 avril 1633 à Itzehoe, Schleswig-Holstein ; † 9 janvier 1679 à Leipzig, Saxe) est un compositeur et organiste.

## Biographie
Werner Fabricius est le fils d'Albert Fabricius, organiste à Itzehoe, qui, peu après la naissance de son fils, trouva un poste à Flensburg, où Werner fréquenta l'école. Il reçut sa première formation musicale de son père et de Paul Moth, cantor. Dès son jeune âge, il joua avec succès devant le roi Christian IV. Thomas Selle le fit entrer à l'école d'érudition Saint-Jean de Hambourg, où il l'eut comme élève et membre de la chorale. Werner Fabricius suivit également l'enseignement de Heinrich Scheidemann. En 1650, il déménagea à Leipzig, où il obtint un diplôme en droit et où il travailla comme avocat. Cependant, il continua ses activités musicales en parallèle. C'est ainsi qu'en 1658 il était organiste à l'église Saint-Nicolas et directeur de la musique à l'église Saint-Paul. Il fut le premier directeur musical de l'université de Leipzig. Il est resté fidèle à la ville jusqu'à sa mort. Fabricius jouissait d'une réputation à Leipzig comme organiste et expert en matière d'orgue. En tant que tel, il publia en 1675 un manuel pour facteur d'orgue. Une réimpression fut publiée en 1756 à Francfort et à Leipzig.
Le théologien et érudit Johann Albert Fabricius est son fils.

## Compositions
Sous le titre Deliciae harmonicae, oder musicale Gemüths Ergätzung…, il a composé plusieurs suites à cinq voix. Il a également composé de la musique vocale sacrée et de plus petites pièces. 

## Source de la traduction
- (de) Cet article est partiellement ou en totalité issu de l’article de Wikipédia en allemand intitulé « Werner Fabricius » (voir la liste des auteurs).